# Jakob Ackeret

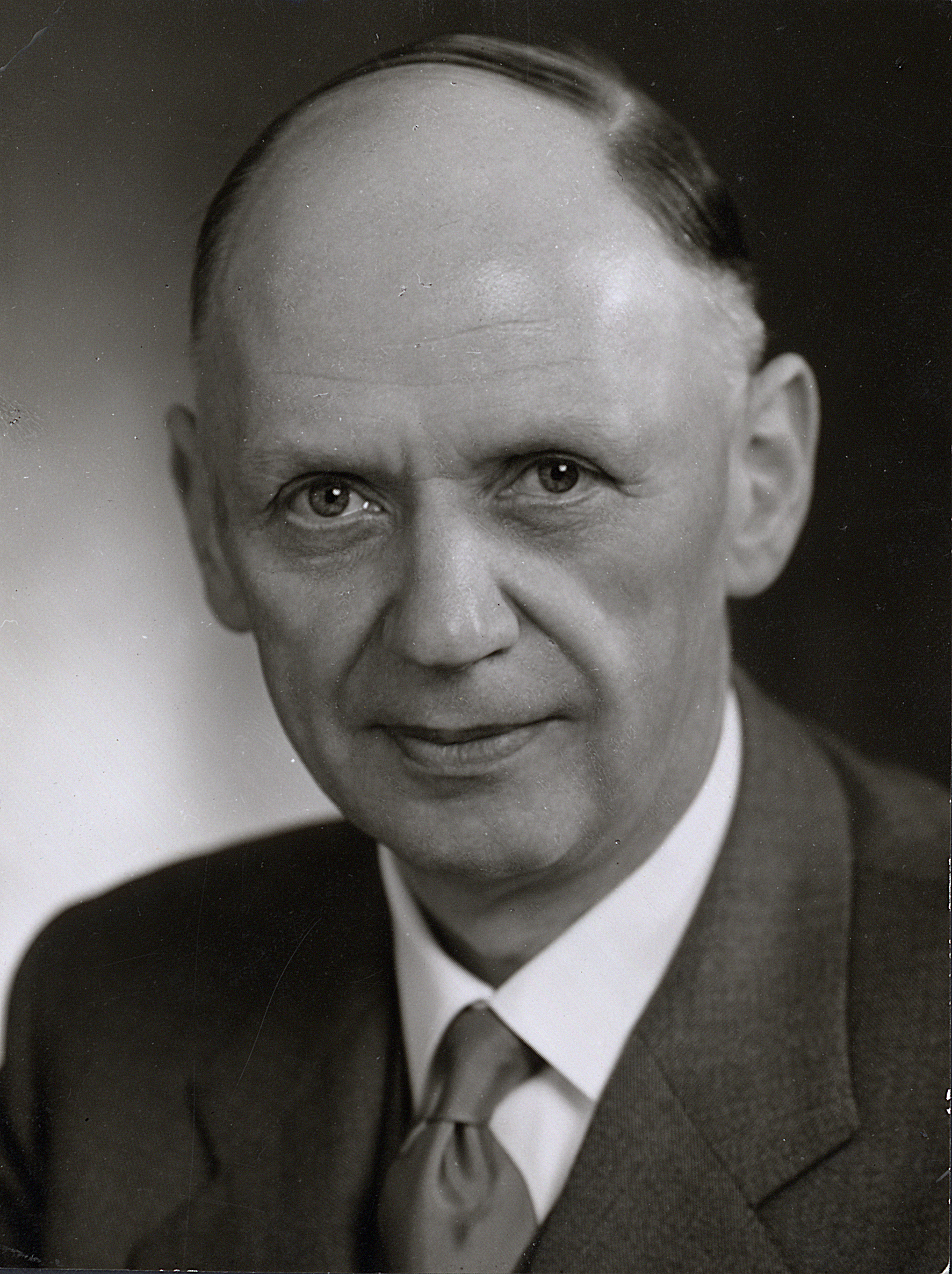
Jakob Ackeret, 1955

Jakob Ackeret (* 17. März 1898 in Zürich; † 27. März 1981 in Küsnacht) war ein Schweizer Aerodynamiker.

## Leben

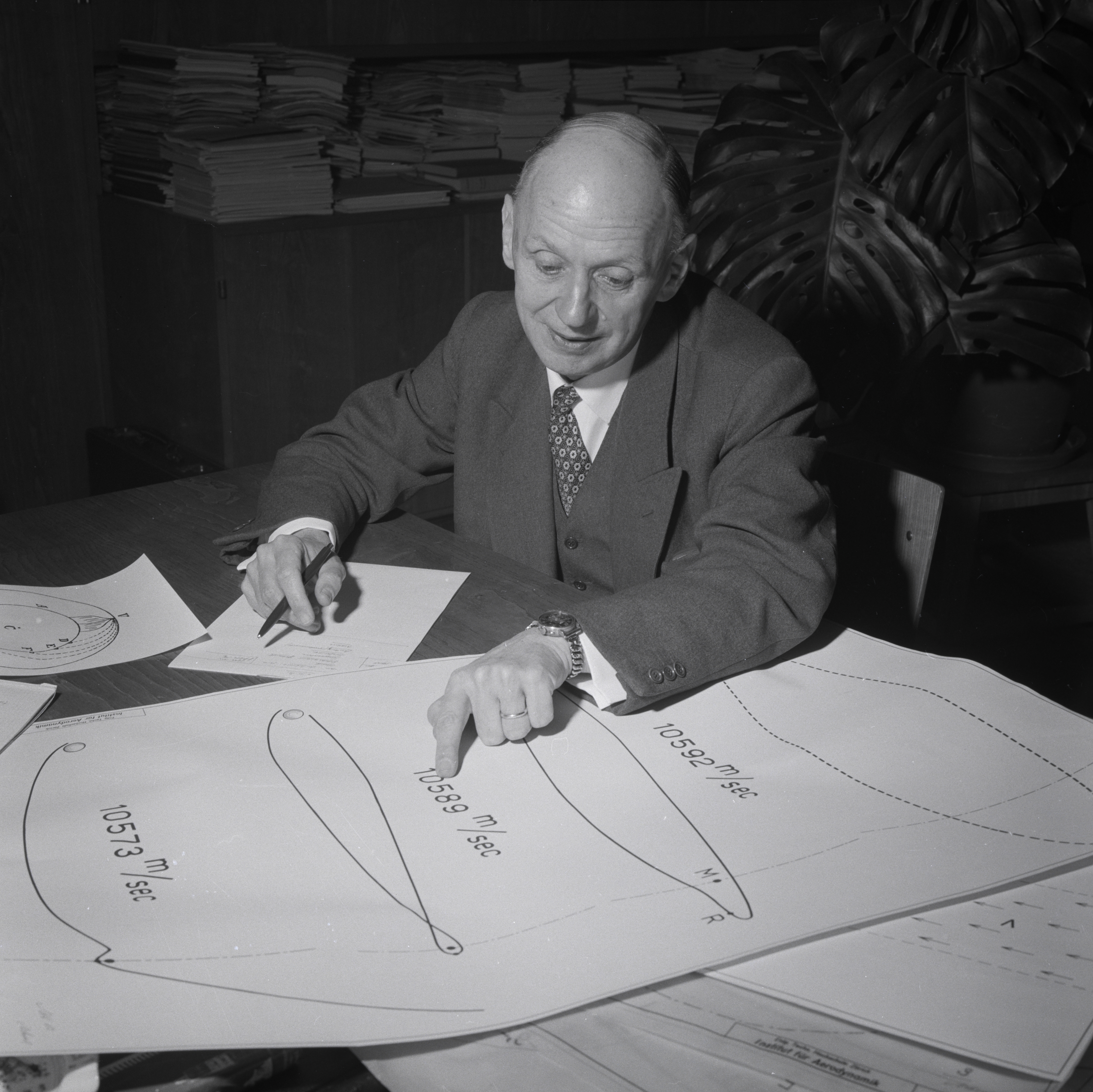
Jakob Ackeret, Foto: Jack Metzger, Comet Photo, 1957

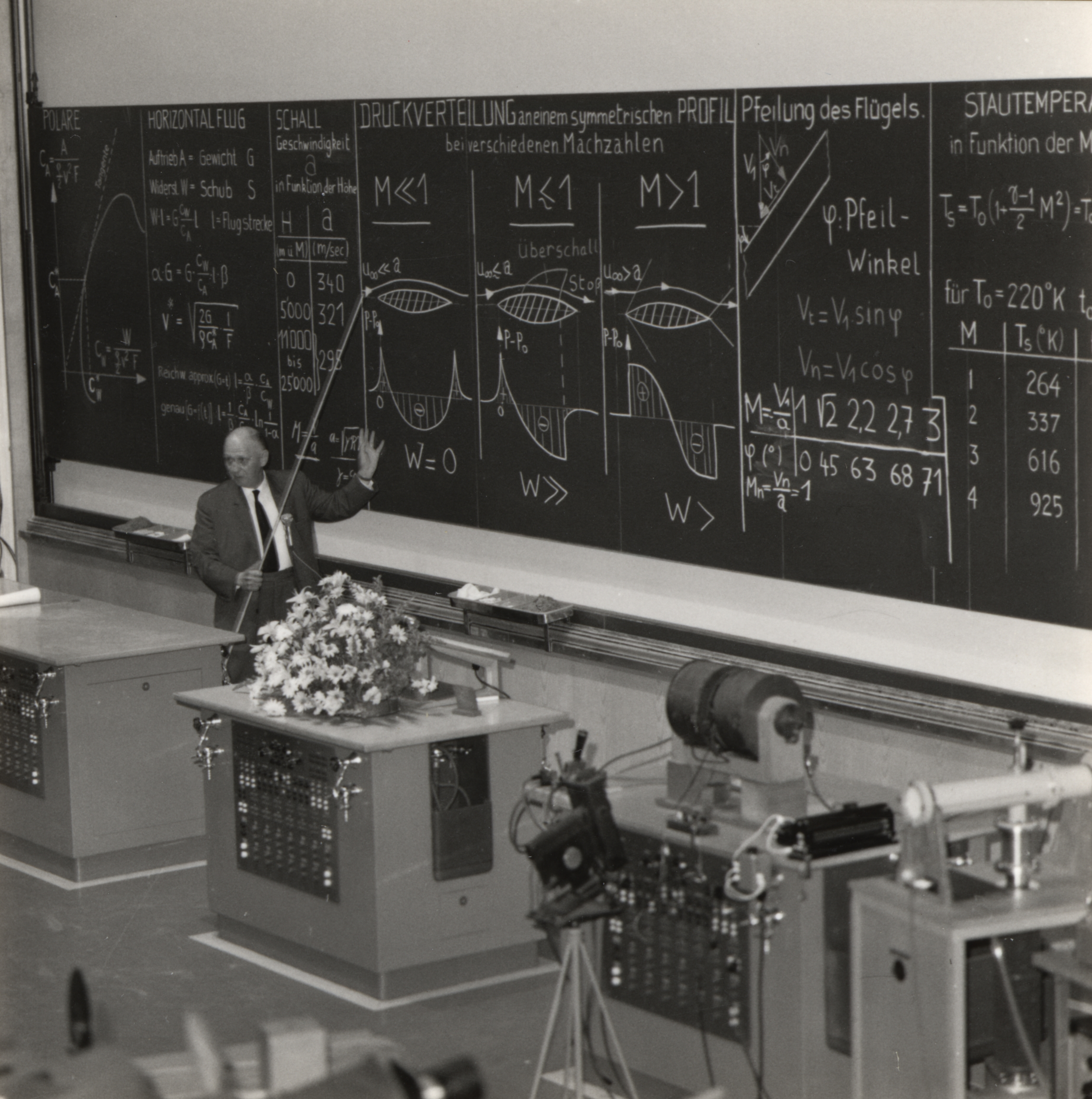
Jakob Ackeret bei seiner Abschiedsvorlesung «Der Weg zum Überschall-Verkehrsflugzeug» im Scherrer-Hörsaal (ETA F 5) der ETH Zürich, Juli 1967

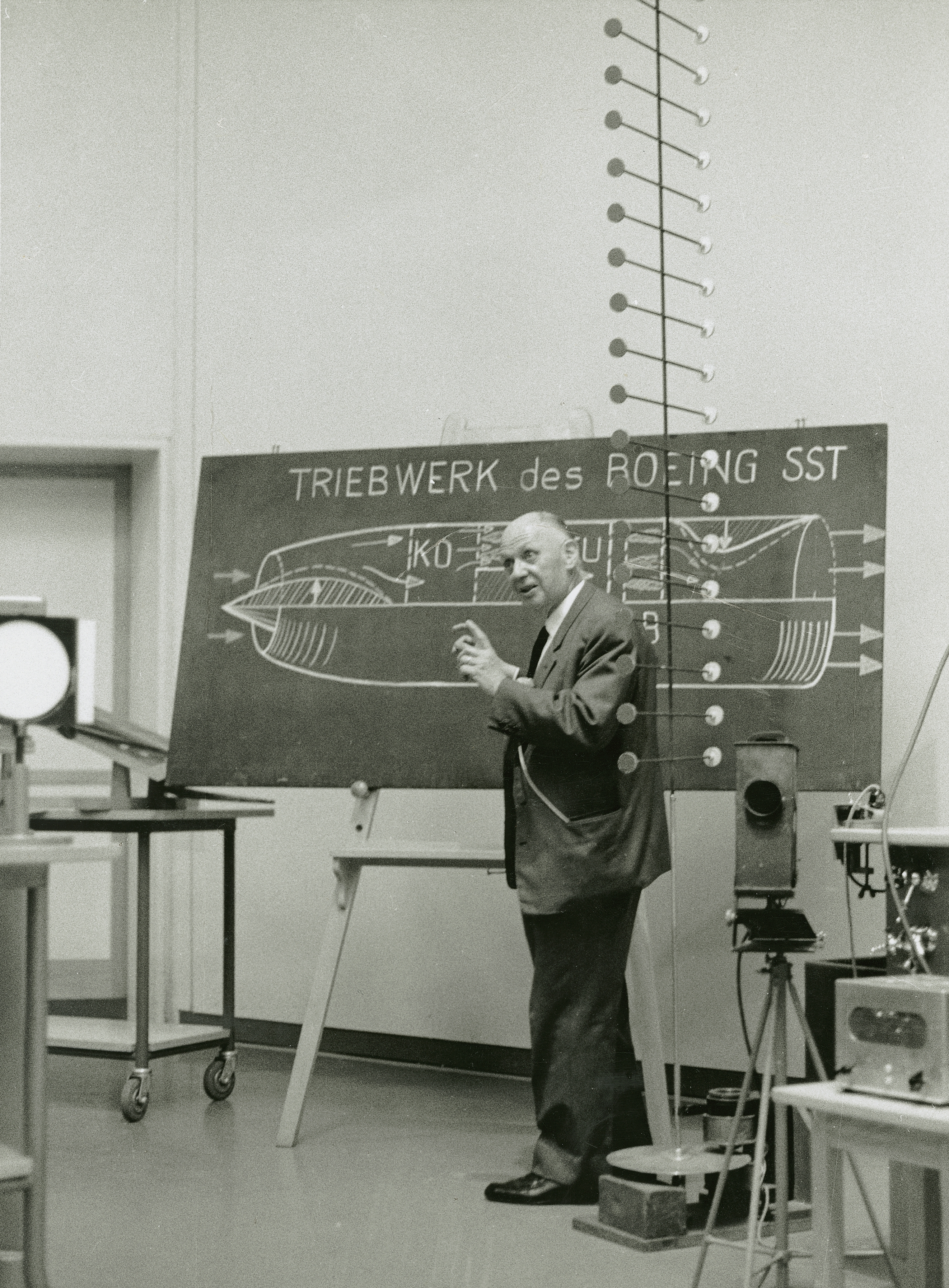
Jakob Ackeret stellt in einer Vorlesung das Triebwerk des Boeing SST
vor, Zürich, Juli 1967

Jakob Ackeret war Sohn eines Schlossermeisters. Nach Ablegen der Maturitätsprüfung 1916 immatrikulierte er sich im Oktober des gleichen Jahres an der ETH Zürich im Fach Maschinenbau. Nach dem Diplom im März 1920 trat er am 1. Oktober 1920 eine Stelle als Assistent für kalorische Maschinen bei Aurel Stodola an. Im Herbst 1921 ging Ackeret zu Ludwig Prandtl nach Göttingen. Der ursprünglich auf ein Jahr geplante Studienaufenthalt dauerte bis 1927. In Göttingen arbeitete er vor allem auf dem Gebiet der Flugzeugaerodynamik, sein besonderes Interesse galt den Problemen des Hochgeschwindigkeitsfluges. In den Jahren 1925–1926 leitete er den Ausbau des neu gegründeten Kaiser-Wilhelm-Instituts für Strömungsforschung. Ackeret kehrte 1927 in die Schweiz zurück und trat die Stelle eines Chefhydraulikers bei der Escher Wyss AG in Zürich an. Im Jahr 1928 habilitierte er sich mit der Schrift Über Luft-Kräfte bei sehr grossen Geschwindigkeiten insbesondere bei ebenen Strömungen und wurde zum Privatdozenten an der ETH Zürich berufen. In seiner Habilitationsschrift schlägt er den Begriff der Mach-Zahl vor. 1931 wurde er zum ausserordentlichen Professor ernannt und schliesslich 1934 zum ordentlichen Professor und Leiter des Instituts für Aerodynamik an der ETH Zürich, eine Position, die er bis zu seiner Emeritierung 1967 innehatte.

## Wissenschaftliche Leistungen
Jakob Ackerets Hauptarbeitsgebiet war die Strömungslehre. Von ihm stammen wichtige theoretische Grundlagen, deren Anwendungen im Maschinenbau und Flugwesen er förderte. Sein Interesse galt auch anderen Problemen wie der Kavitation in Wasserturbinen, dem Winddruck auf Gebäude sowie der Belüftung von Tunneln.
Die von ihm eingeführten aerodynamischen Untersuchungsmethoden sind ein wichtiges Mittel bei der Verbesserung von Dampf- und Gasturbinen. Sie wurden auch bei der Untersuchung des Einsturzes der Tacoma-Brücke (1940) verwendet.
Zu seinen wichtigsten Arbeiten gehören die Forschungen zum Überschallflug. Bereits in seiner Göttinger Zeit, 1925, wandte er die, heute nach ihm benannte, linearisierte Theorie auf Überschallströmungen an Profilen mit scharfer Vorder- und Hinterkante an. In seinem Beitrag zum Handbuch der Physik werden erstmals Überschallströmungen behandelt.
Ackeret entwickelte einen Verstellpropeller für Schiffe, dessen Weiterentwicklung später auch in Flugzeugen wie den Schweizer Kampfflugzeugen C-36 und Morane D-3802/03 eingesetzt wurde.
Zusammen mit Curt Keller von der Forschungsabteilung von Escher Wyss entwickelte er eine geschlossene aerodynamische Dampfturbine, die sogenannte AK-Anlage.
Unter der Leitung von Ackeret wurden am Institut für Aerodynamik ein Unterschall- und ein Überschall-Windkanal errichtet. Die am Windkanal durchgeführten Untersuchungen sind von grossem Interesse für das Schweizer Militär und die Flugzeugindustrie.
Der Überschall-Windkanal wurde 1935 in Italien nachgebaut.

## Ehrungen

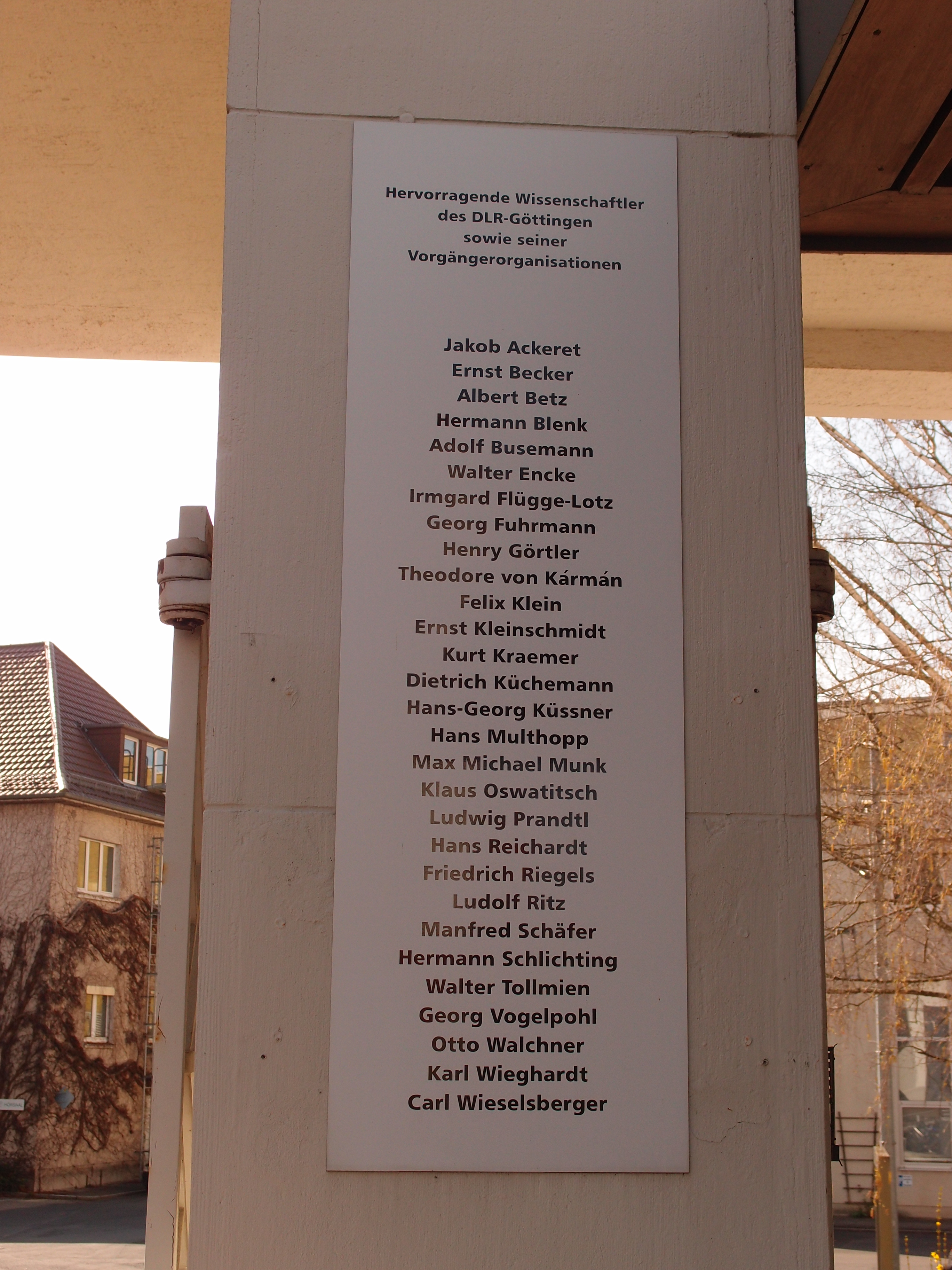
Gedenktafel für Jakob Ackeret und andere Wissenschaftler am DLR-Eingang, Göttingen, Bunsenstraße 10

- 1949: Honorary Fellow des Institute of Aeronautical Sciences
- 1950: «Auswärtiges Wissenschaftliches Mitglied» des Max-Planck-Institut für Strömungsforschung
- 1952: Ehrendoktor der Technischen Hochschule Wien
- 1953: korrespondierendes Mitglied der Associazione italiana di Aerotecnica, Pisa
- 1954: korrespondierendes Mitglied der Academia delle Scienze, Turin
- 1954: korrespondierendes Mitglied der Academia Turicensis, Zürich
- 1955: Ehrenmitglied des Schweizerischen Ingenieur- und Architekten-Vereins, Zürich
- 1955: Honorary Member der American Society of Mechanical Engineers
- 1958: Ehrendoktor der Technischen Hochschule Karlsruhe
- 1958: Ehrenmitglied der Physikalischen Gesellschaft Zürich
- 1959: Honorary Fellow der Royal Aeronautical Society, London
- 1960: Mitglied der Internationalis Astronautica Academia, Paris
- 1963: Ehrenmitglied des American Institute of Aeronautics and Astronautics
- 1964: Ehrenmitglied des Istituto internazionale delle Communicazione, Genua
- 1964: Ludwig-Prandtl-Ring der Deutschen Gesellschaft für Luft- und Raumfahrt, Bonn
- 1966: Ehrung der American Society of Mechanical Engineers für seine AK-Turbine
- 1966: Ehrenmitglied der Deutschen Gesellschaft für Raketentechnik und Raumfahrt
- 1969: Timoschenko-Medaille der American Society of Mechanical Engineers

Die Schweizerische Vereinigung für Flugwissenschaften verleiht seit 2006 den Jakob Ackeret Preis.

## Werke
- Handschriften und Autographen. (PDF; 2,0 MB) ETH-Bibliothek.